# Stylogyne rodriguesiana
Stylogyne rodriguesiana är en viveväxtart som beskrevs av J.J. Pipoly. Stylogyne rodriguesiana ingår i släktet Stylogyne och familjen viveväxter. Inga underarter finns listade i Catalogue of Life.